# Lucien Bouvet
Lucien Bouvet (fl. XIX secolo) è stato un ciclista su strada francese, si classificò terzo nella prima edizione della Parigi-Tours e vinse la Parigi-Rouen.

## Palmares
- 1895 (Individuale, una vittoria)

Parigi-Rouen